# Marbeck
Marbeck ist ein Dorf mit 2485 (Stand September 2018) Einwohnern im westlichen Münsterland. Es gehört zur Stadt Borken im gleichnamigen Kreis. Bis 1969 war es eine eigenständige Gemeinde.
Wichtig ist Marbeck vor allem als Bahnhofsort für die umliegenden Siedlungen.

## Geographie
Marbeck liegt etwa 3,5 Kilometer südlich von Borken und nur knapp 2 Kilometer südwestlich vom Hauptort der direkt angrenzenden Gemeinde Heiden. Im Süden von Marbeck liegt die Stadtgrenze zum knapp 6 Kilometer entfernten Raesfeld.
| Grütlohn (zu Borken)     | Borken   | Heiden             |
| Westenborken (zu Borken) |          |                    |
|                          | Raesfeld | Rhade (zu Dorsten) |

Geprägt wird Marbeck durch den Engelradingbach, dem Oberlauf der Borkener Aa, der direkt durch das Siedlungsgebiet verläuft.
Außerdem mündet der Bruchbach hier in den Engelradingbach.
Die Umgebung wird zumeist landwirtschaftlich genutzt.

## Geschichte
Erstmals urkundlich erwähnt wurde Marbeck unter dem Namen Marckapu im 9. Jahrhundert.
Seit dem 1. Juli 1969 ist Marbeck ein Stadtteil von Borken.
Am 1. Januar 1975 wechselten etwa 240 Einwohner der ursprünglichen Gemeinde Marbeck aus der Stadt Borken in deren Nachbargemeinde Heiden.
Die Siedlung schließt sich direkt an Marbeck an und wird heute mit „Heiden an der Bahnhofstraße“ betitelt.

## Politik
Ortsvorsteher und Ansprechpartner für den Stadtteil Marbeck ist Günter Stork.

## Kultur und Sehenswürdigkeiten
Mit dem Marbecker Heimathaus verfügt der Ort über ein Museum, das bäuerliches Arbeiten zeigt und historische Geräte ausstellt. Viele Fahrradstraßen und Wanderwege durchqueren die waldreiche Gegend. Zwei ehemalige Burganlagen, das Gut Engelrading und das Haus Döring, erinnern an längst vergangene Zeiten, ebenso die alte Ölmühle.

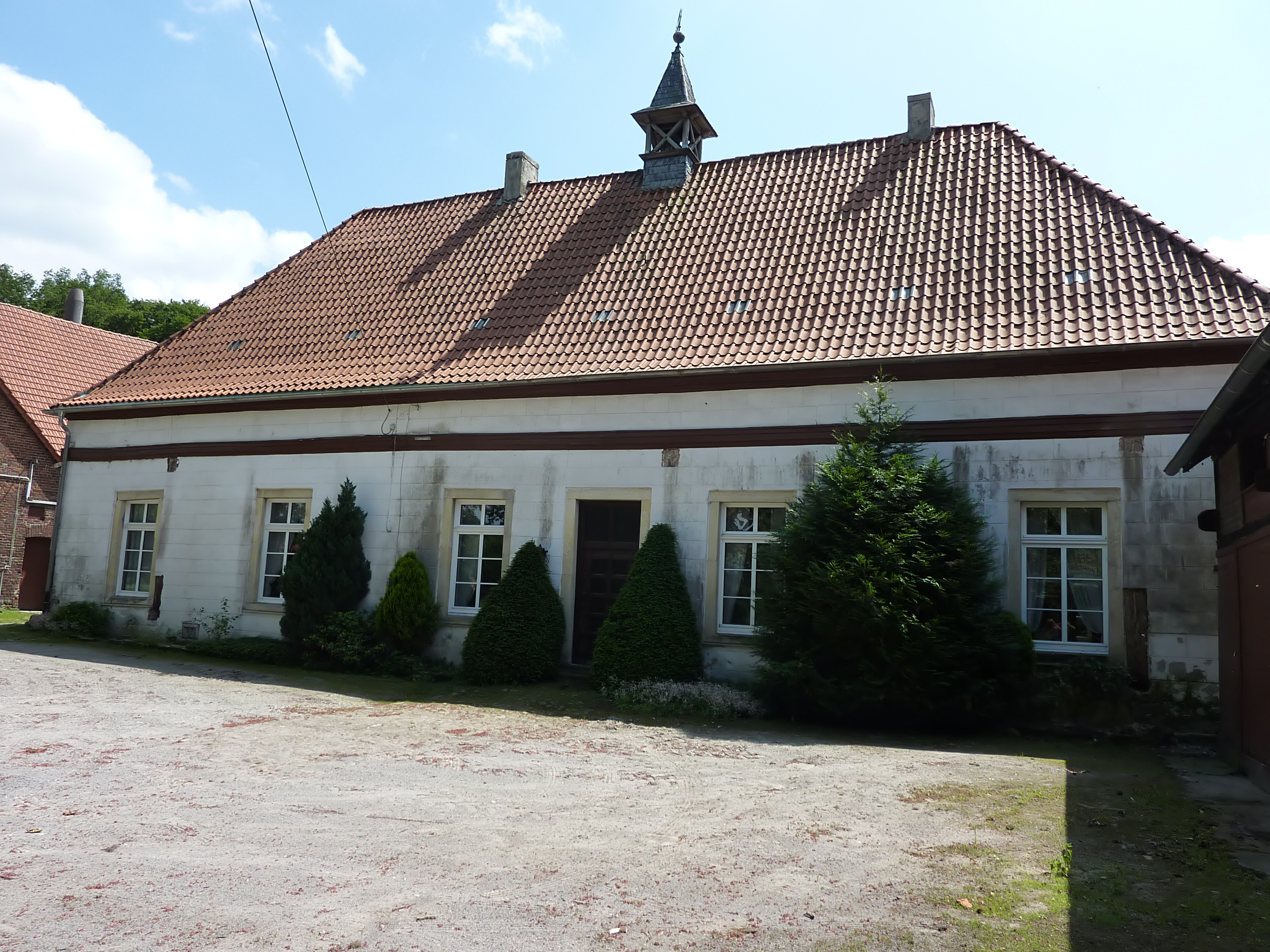
Gut Engelrading Haupthaus von 1707
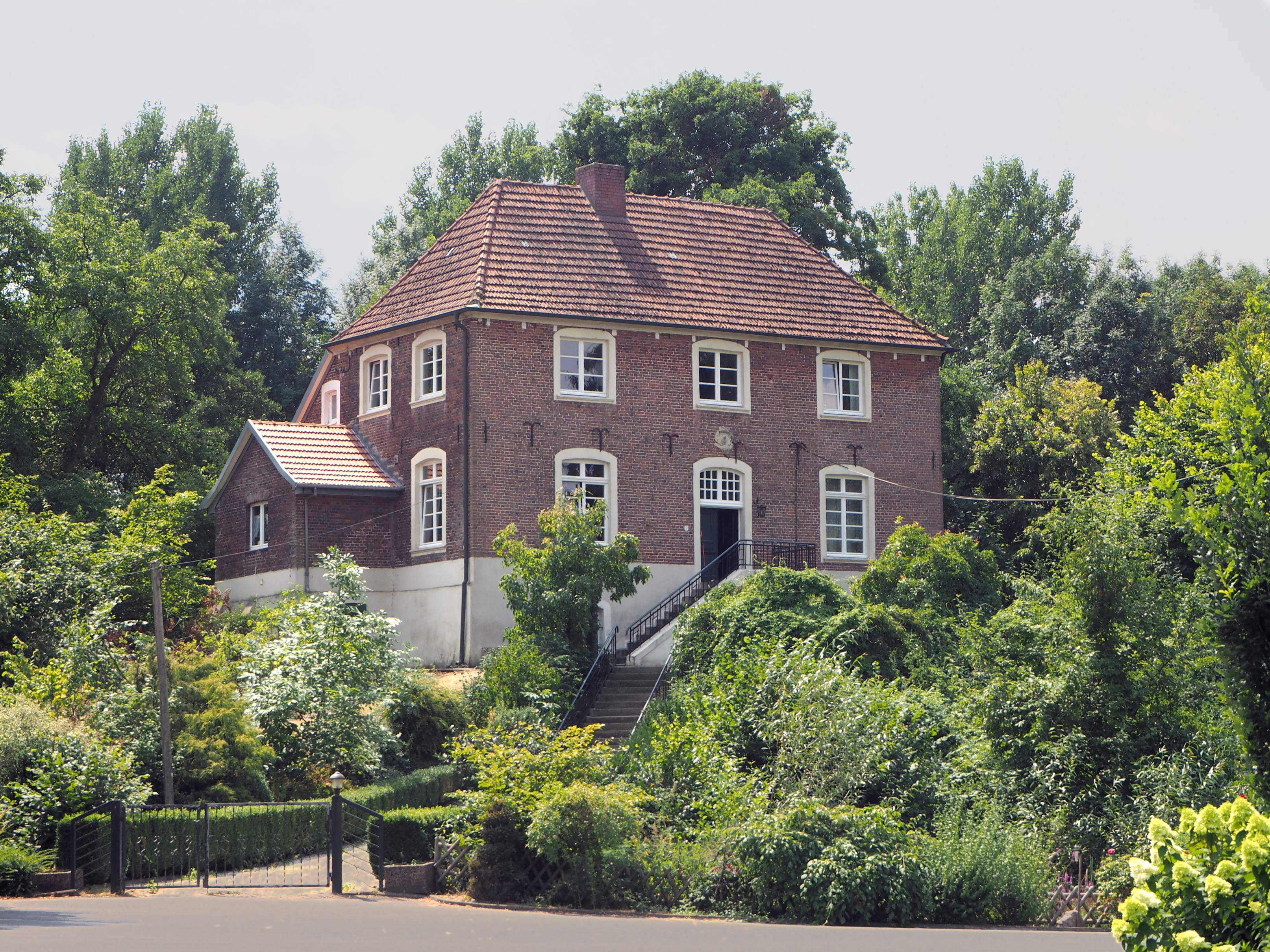
Haus Döring Herrenhaus von 1727
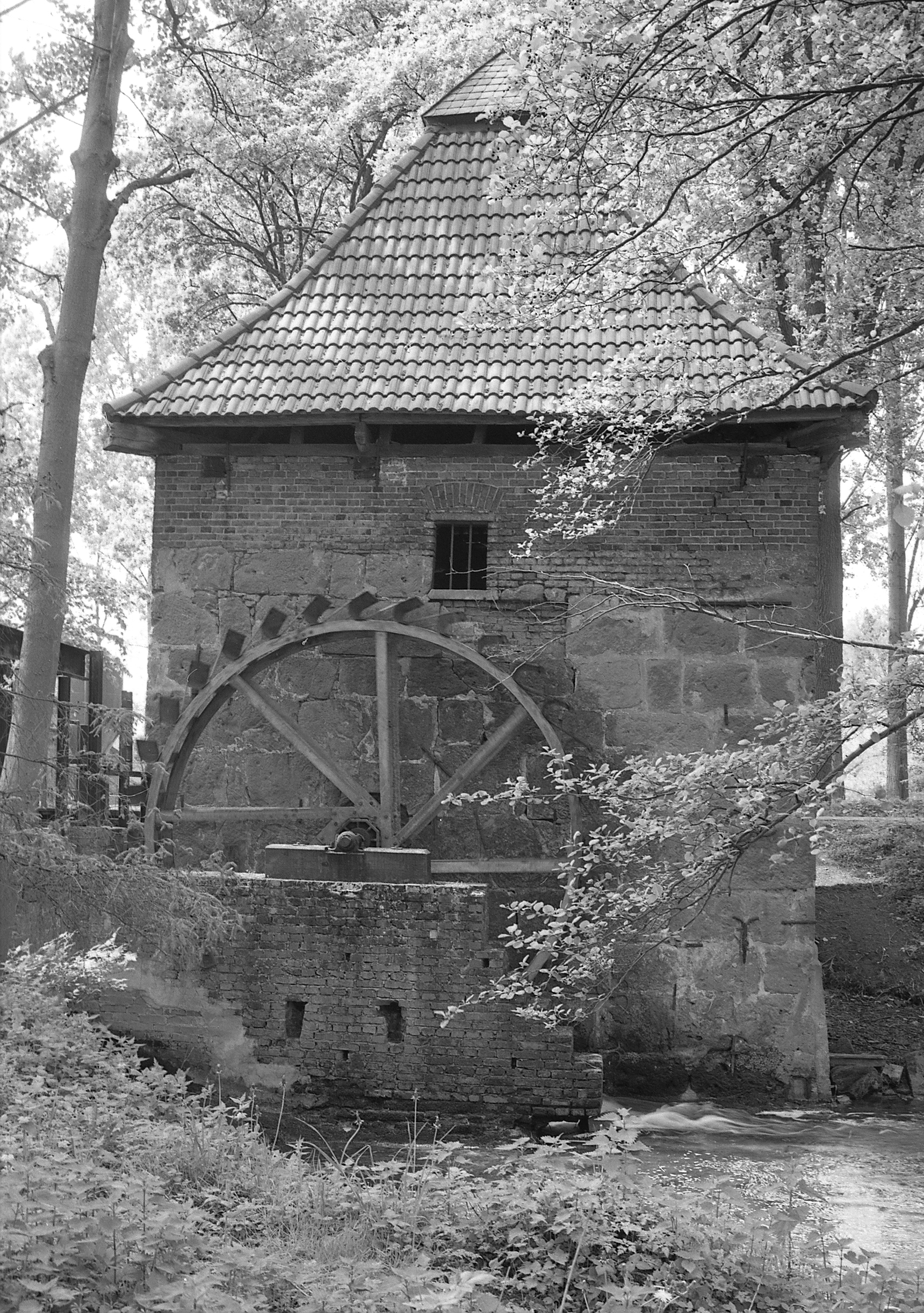
Wassermühle am Haus Döring

Wichtigstes Ereignis ist der Marbecker Weihnachtsmarkt. Er findet jährlich am 1. Adventswochenende (Sa. und So.), 2. Adventswochenende (Sa. und So.) und 3. Adventswochenende (Do., Fr., Sa., und So) auf dem Waldhof Schulze Beikel statt.
Zudem besitzt das Dorf noch ein privat betriebenes Freibad.
Am 30. Juni 2023 wurde Marbeck als einer von vier Siegern aus NRW im Bundeswettbewerb „Unser Dorf hat Zukunft“ mit der Goldmedaille ausgezeichnet.

## Verkehr

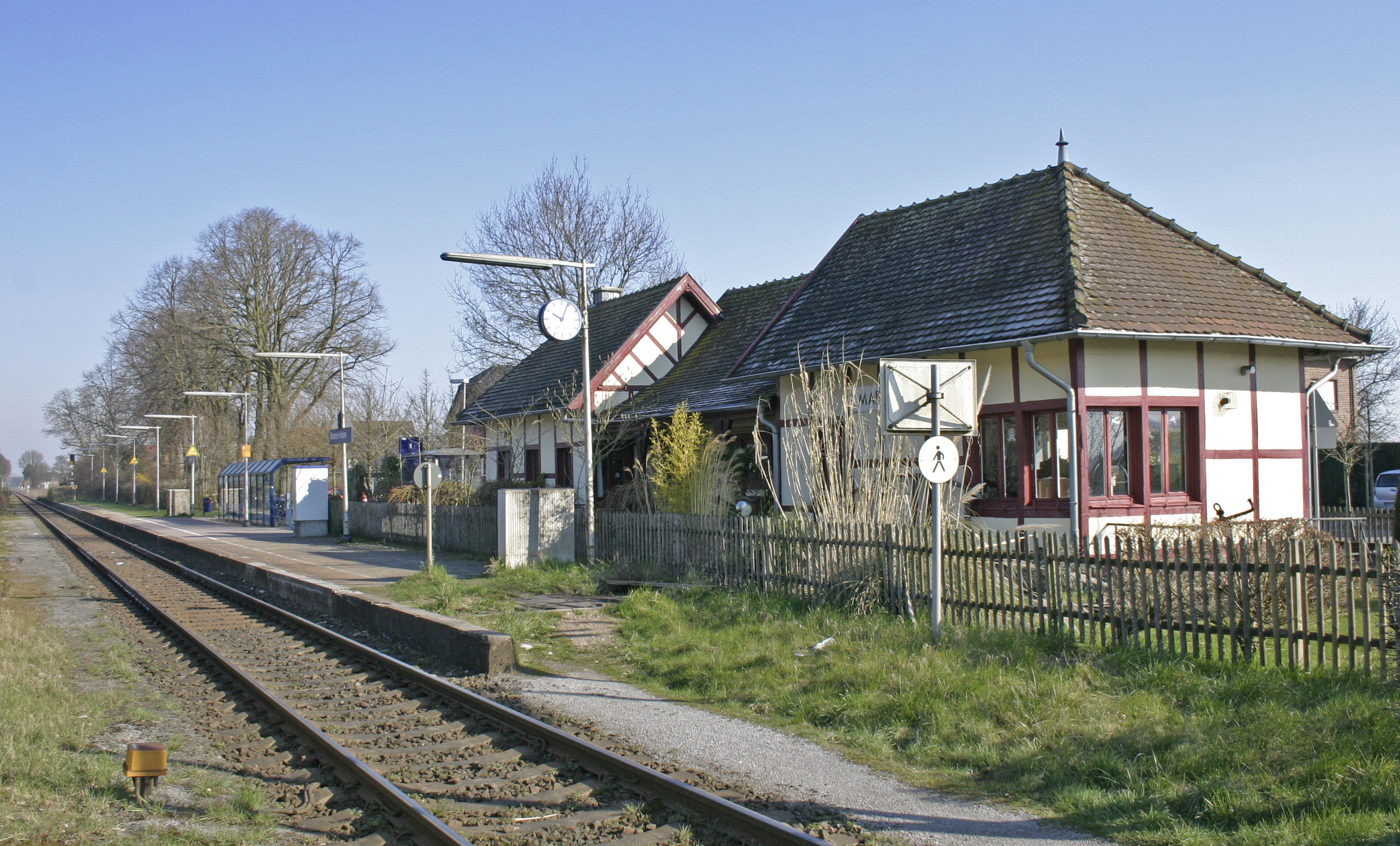
Haltepunkt Marbeck-Heiden, 2015

Marbeck liegt an der Bahnstrecke Winterswijk–Gelsenkirchen-Bismarck. Der Haltepunkt Marbeck-Heiden wird im Stundentakt (in der Hauptverkehrszeit alle 30 Minuten) vom Regional-Express RE 14 „Emscher-Münsterland-Express“ zwischen Essen und Borken bedient. Durchgeführt wird der Personennahverkehr von der RheinRuhrBahn.
Das unter Denkmalschutz stehende und in Fachwerk gehaltene ehemalige Empfangsgebäude stammt aus dem Jahr 1906. Es wird heute privat bewohnt.

## Sport
Der Sportverein ist der FC Marbeck, der neben Fußball auch noch Tennis und Breitensport anbietet. Die 1. Herren-Mannschaft der Fußballabteilung spielt in der B-Kreisliga, die Damen-Mannschaft in der Bezirksliga.